# Vale de São Domingos
Vale de São Domingos – miasto i gmina w Brazylii, w stanie Mato Grosso.